# メンブレンキーボード
メンブレンキーボード (Membrane keyboard) とはキーボードの種類の一つである。
メンブレンキーボードには、2つの定義がある。
1. 古い定義：平坦なメンブレンキーボード
2. 現在の定義：ラバードーム型スイッチの上に硬いキートップを置いたもの

ただし、どちらも動作原理はほとんど一緒である。

## 古い定義

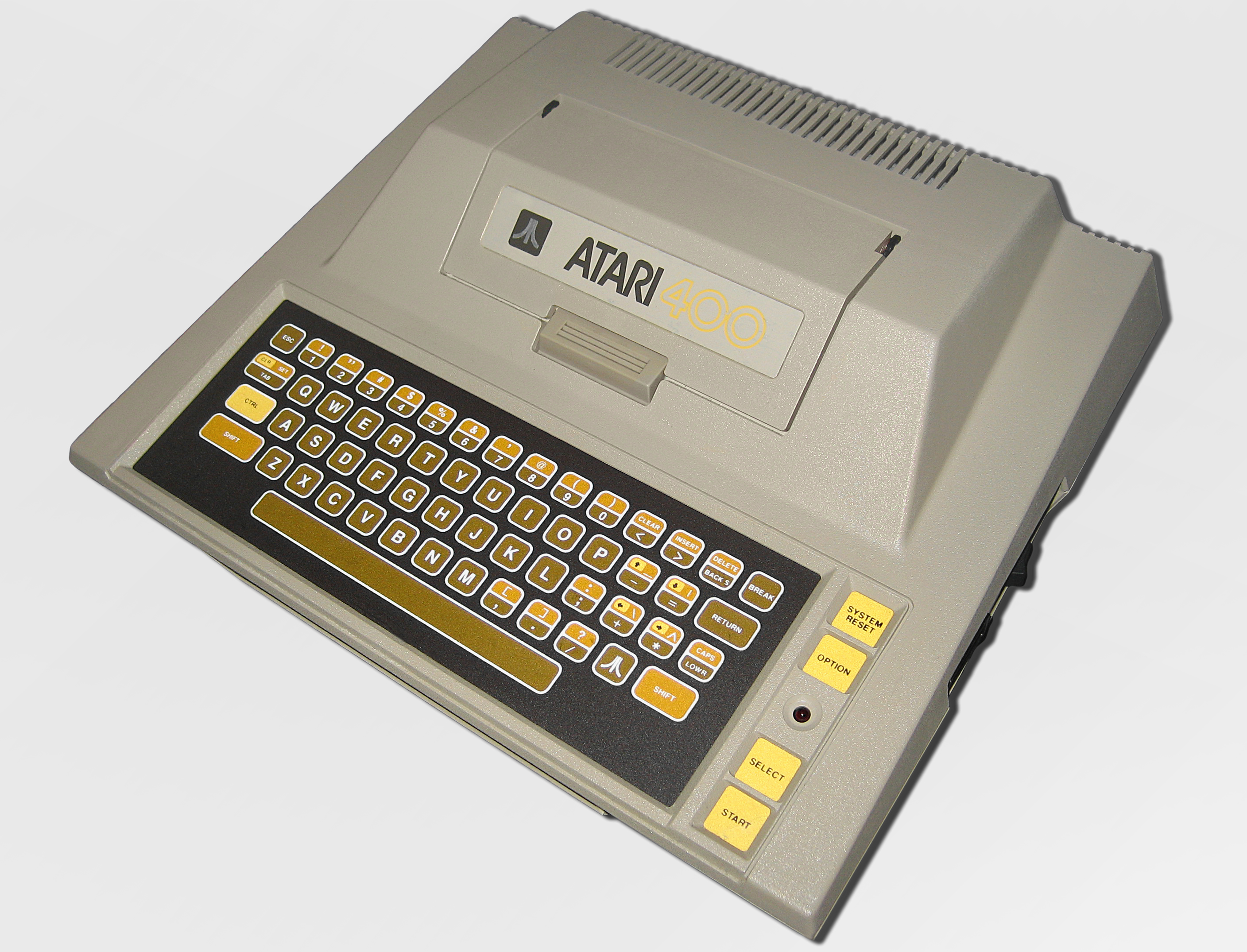
古い定義のメンブレンキーボードを採用したAtari 400

キーは圧力パッドのように平坦で、文字や輪郭は表面に印刷されている。各キーが個別のパーツでできているような一般的なキーボードとは異なり、キーを押下した際のフィードバックはあったとしても非常に小さく、ミスなしにタッチタイプを行うことは難しい。
メンブレンキーボードは、キーボード表面の裏側にある導体とその下にある回路とが電気的に接することで動作する。1980年代のホビーパソコンや、より一般的な例としては家電製品に採用例が見られる。長所としては、大量生産によって安価に製造できることや、他の種類のキーボードと比較して泥や液体等の汚れに強いことが挙げられる。しかし、押下した際のフィードバックが非常に小さいか、または全く感じられないという理由から、大量の文字や数字をタイプする必要のある用途には向かない。この点については、チクレットキーボードでは触れただけでキー同士の境目が分かる程度には改善されている。
初期のコンピュータ組み立てキットや家庭用ゲーム機は別にすると、メンブレン方式のQWERTY配列キーボードの採用例としては、工業用コンピュータ・折畳み可能な形状のPDA・その他小型コンピュータなどが挙げられる。また、ビルや立入制限区域の入退管理システム・小型の電卓・家電用リモコン・電子レンジ・その他タイプ量の少ない各種の機器には、より小型で対象となる機器の機能に特化した（数字キーとその他少数のキーのみを配置したような）キーパッドの採用例が見られる。

## 現在の定義

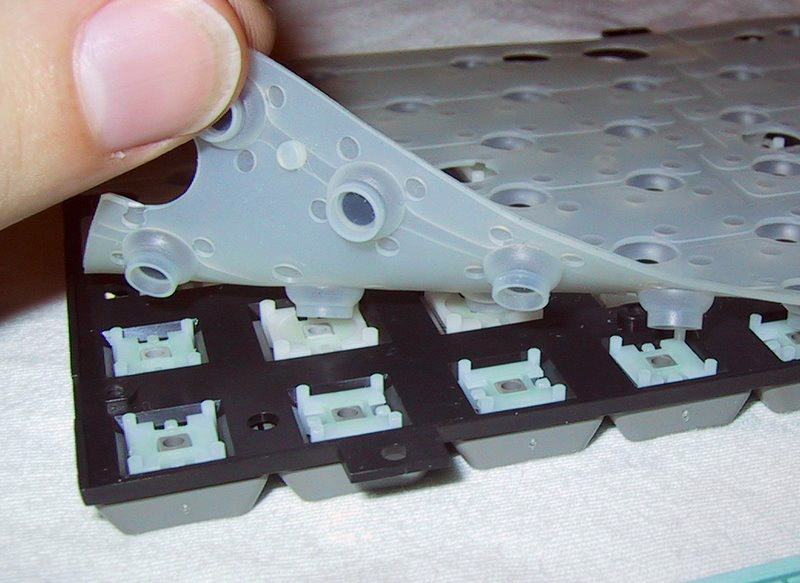
現在のラバードーム型スイッチを使用したメンブレンキーボード

最近のPCでよく使用される、ラバードーム型スイッチを使用したキーボードも「メンブレンキーボード」と呼ばれる。この種のキーボードは、表面は硬いキートップとラバードームに覆われているものの、その下の層は基本的にメンブレンキーボードと同じ構造のスイッチになっている。
古い定義のメンブレンキーボードよりもタイピングが格段に容易になっている。

## 動作原理
下図は古い定義のメンブレンキーボードである。図のようにメンブレンキーボードは基本的に3つの層からなる。
上下の2つの層は電気回路が設けられている。中心の層は「スペーサー」の層で、押下できるキーの部分には穴が空いている。中心の層は上下の層が触れ合わないようにする役目を持つ。

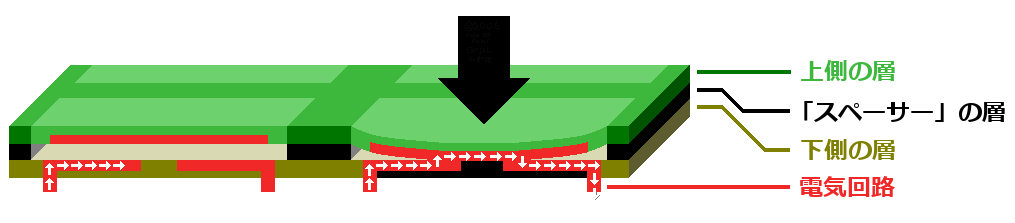
典型的なメンブレンキーボードの断面図。各層の厚みは一般的なコピー用紙かボール紙程度である。

キーに触れていない状態では、電流が上下の層の間を流れないためスイッチは開放状態となっている。上の層を押下すると、上の層の下側にある導体が下の層に触れるため電流が流れ、スイッチは短絡状態となり、デバイスはキーの押下を検出する。
現在のメンブレンキーボードも上の層がラバードームになっているという違いはあるものの動作原理は一緒である。

## 古い定義のメンブレンキーボードを搭載したコンピュータのリスト
QWERTY配列のものは特に注記しない。
- Atari 400（Atari 800のような通常のキーボードも販売されていた）
- Cambridge Z88（メンブレンキーボードとチクレットキーボードの中間の構造をしている）
- エレクトロニカBKシリーズの初期バージョン（ロシアのホームコンピュータでJCUKEN配列）
- マグナボックス オデッセィ2（別名Philips Videopac G7000ビデオゲームコンソール）
- OLPC_XO-1（世界中の子供に配布することを目的とした低価格なラップトップコンピュータ）
- RCA COSMAC VIP（16キーの16進数キーパッドを備えたDIYコンピュータキット）
- コモドール マックスマシーン（VIC-1001の流れを汲むホビーパソコン）
- Science of Cambridge Microcomputer Kit 14 (MK14)（初期バージョンは20キーの16進数キーパッドを備えていた）
- シンクレア ZX80（イギリスのホームコンピュータの草分け的存在で、DIYキットの形で販売されていた）
- シンクレア ZX81（シンクレア ZX80と類似の製品）
- シンクレア ZX Spectrum+
- Synertek SYM-1（MOS/CBM KIM-1に類似の製品で、29キーの拡張16進数キーパッドを備えていた）
- Timex Sinclair 1000（ZX81のUSバージョン）